# Lasiopezus latefasciatus
Lasiopezus latefasciatus är en skalbaggsart som beskrevs av Stefan von Breuning 1938. Lasiopezus latefasciatus ingår i släktet Lasiopezus och familjen långhorningar. Inga underarter finns listade i Catalogue of Life.